# Opomyza florum
Opomyza florum är en tvåvingeart som först beskrevs av Fabricius 1794.  Opomyza florum ingår i släktet Opomyza och familjen gräsflugor. Arten är reproducerande i Sverige. Inga underarter finns listade i Catalogue of Life.

## Bildgalleri

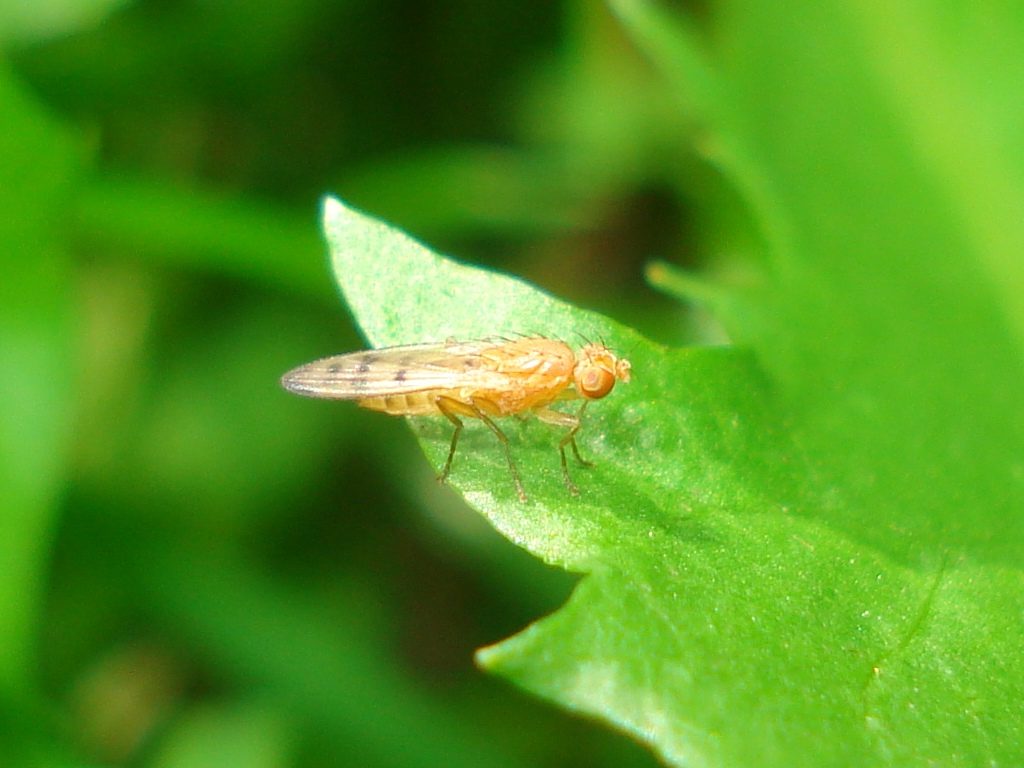
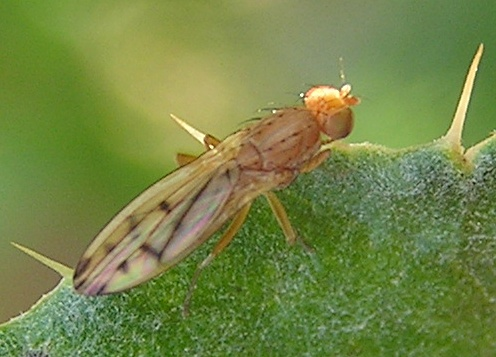